# Jan Adolf Vítek
Jan Adolf Vítek (23. června 1899, Polná – 18. července 1950, Praha) byl český sochař.

## Život
Jan Adolf Vítek se narodil v Polné jako syn sluhy tamního berního úřadu. Navštěvoval zde obecnou a měšťanskou školu a poté se učil strojním zámečníkem v místní dílně A. Zimy. Zajímal se o sochařství a modeloval podle předloh, ale u zkoušek na Akademii poprvé neuspěl. Koncem první světové války byl odveden a sloužil na východní frontě v Albánii a Dalmácii. Zbytek povinné vojenské služby sloužil v Praze a při tom navštěvoval večerní a nedělní kursy modelování prof. Karla Štipla na Uměleckoprůmyslové škole. Roku 1921 úspěšně složil přijímací zkoušky a od roku 1922 studoval u prof. Josefa Mařatky a Karla Štipla. Modelování v prvním roce studia zde učili také Jaroslav Horejc, Bohumil Kafka a Štěpán Zálešák, typografii Jaroslav Benda, kreslení architekt Ladislav Skřivánek a dějiny umění Jaromír Pečinka. Vítek patřil k dobrým studentům a dostával státní stipendium do roku 1924, kdy získal diplom.
V letech 1925-1927 a 1929-1930 studoval na Akademii výtvarných umění. Byl posledním žákem Jana Štursy v roce 1925 kdy Štursa spáchal sebevraždu. Studia dokončil v ateliéru Bohumila Kafky a roku 1930 získal titul akademický sochař. V letech 1927-1929 studia přerušil a roku 1928 se oženil. Díky ocenění za sochu Dívka po koupeli získal stipendium k cestě do USA, kde pracoval na Art Institute of Chicago jako asistent prof. Albína Poláška. Nabídku na trvalý úvazek v USA však odmítl a vrátil se do Československa.
V roce 1928 debutoval na výstavě soudobé kultury v Brně. Zúčastnil se řady soutěží na plastiky ve veřejném prostoru, ale živil se především tvorbou portrétů na zakázku a příležitostnými plastikami pro hospodářské výstavy. Jeho manželství se rozpadlo již roku 1933. Poté, co se stal členem Klubu výtvarných umělců Aleš, začal vystavovat na skupinových výstavách a prezentoval své sochy na výstavách Národ svým výtvarným umělcům (Praha 1940) a později v Olomouci, Brně, Kladně a Zlíně (1941), v Ostravě (1942) a v Brně (1943). Začala si ho všímat i odborná kritika a roku 1941 vyšel o Vítkových sochách článek v časopisu Salon. Roku 1941 vytvořil bustu Antonína Dvořáka ke stému výročí skladatelova narození. Ta byla v kopiích prodávána prostřednictvím nakladatelství Melantrich a vzbudila zájem o sochařovy práce.
V roce 1943 bylo jeho dílo (za sochy z roku 1942) oceněno Výroční cenou České akademie věd a umění. Roku 1944 byl soubor asi 100 Vítkových soch vystaven v Galerii Josefa R. Vilímka v Praze. Část z nich zakoupil brněnský sběratel umění a mecenáš Václav Dvořák, ale do Brna se už nedostaly. V květnu 1945 se Vítek zúčastnil bojů na pražských barikádách. Byl zastoupen na velkých souborných výstavách v Mánesu v letech 1946 a 1947. Zemřel předčasně na infarkt myokardu roku 1950 ve věku 51 let. V Praze pronesli smuteční proslov režisér Václav Krška a herec Eduard Kohout, u hrobu v Polné malíř Vojtěch Tittelbach.
Byl členem pražské pobočky Klubu výtvarných umělců Aleš, od roku 1943 se stal členem SVU Mánes.

## Dílo

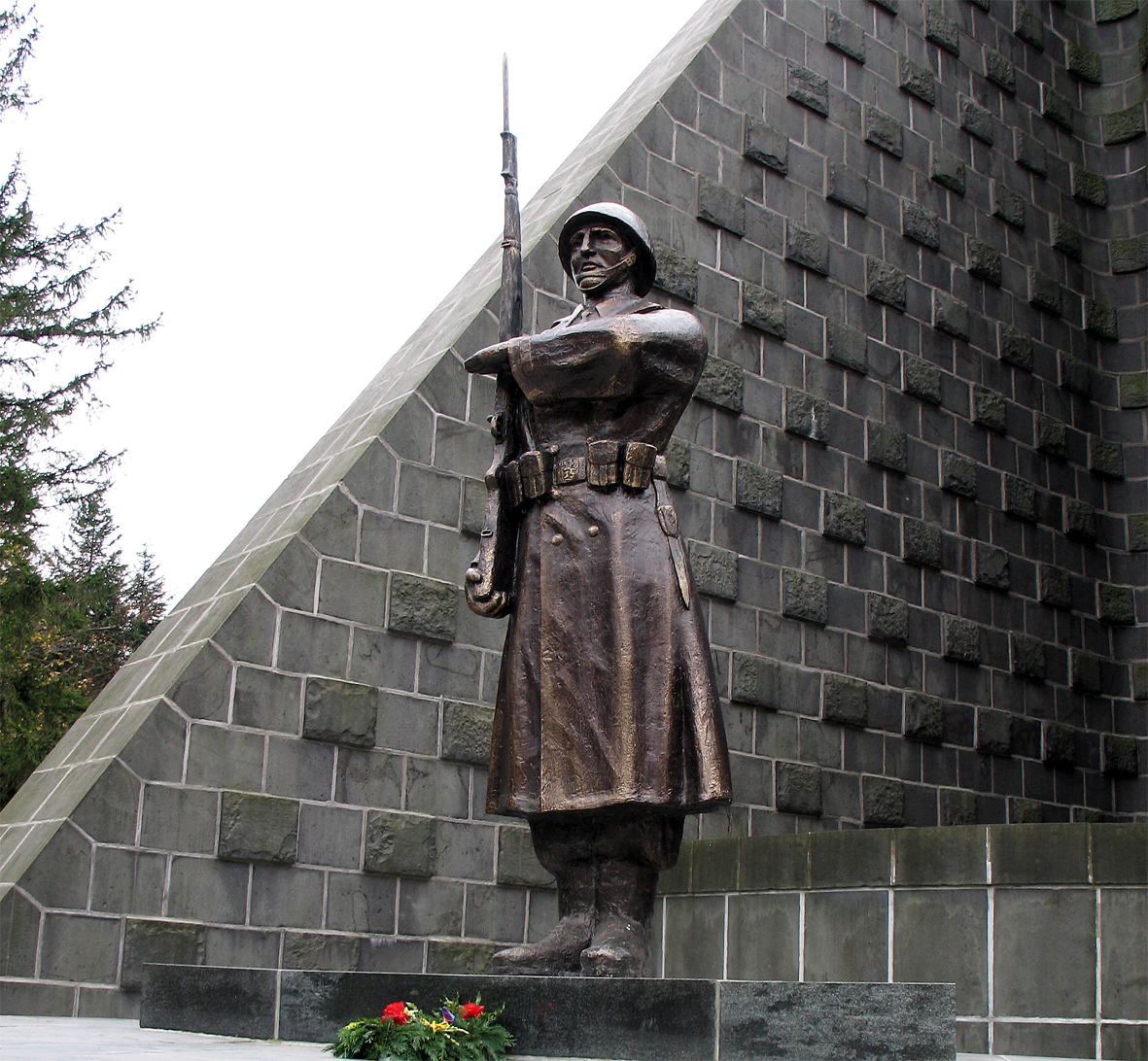
Jan Adolf Vítek, socha českého vojáka, Památník Československého armádního sboru na Dukelském bojišti

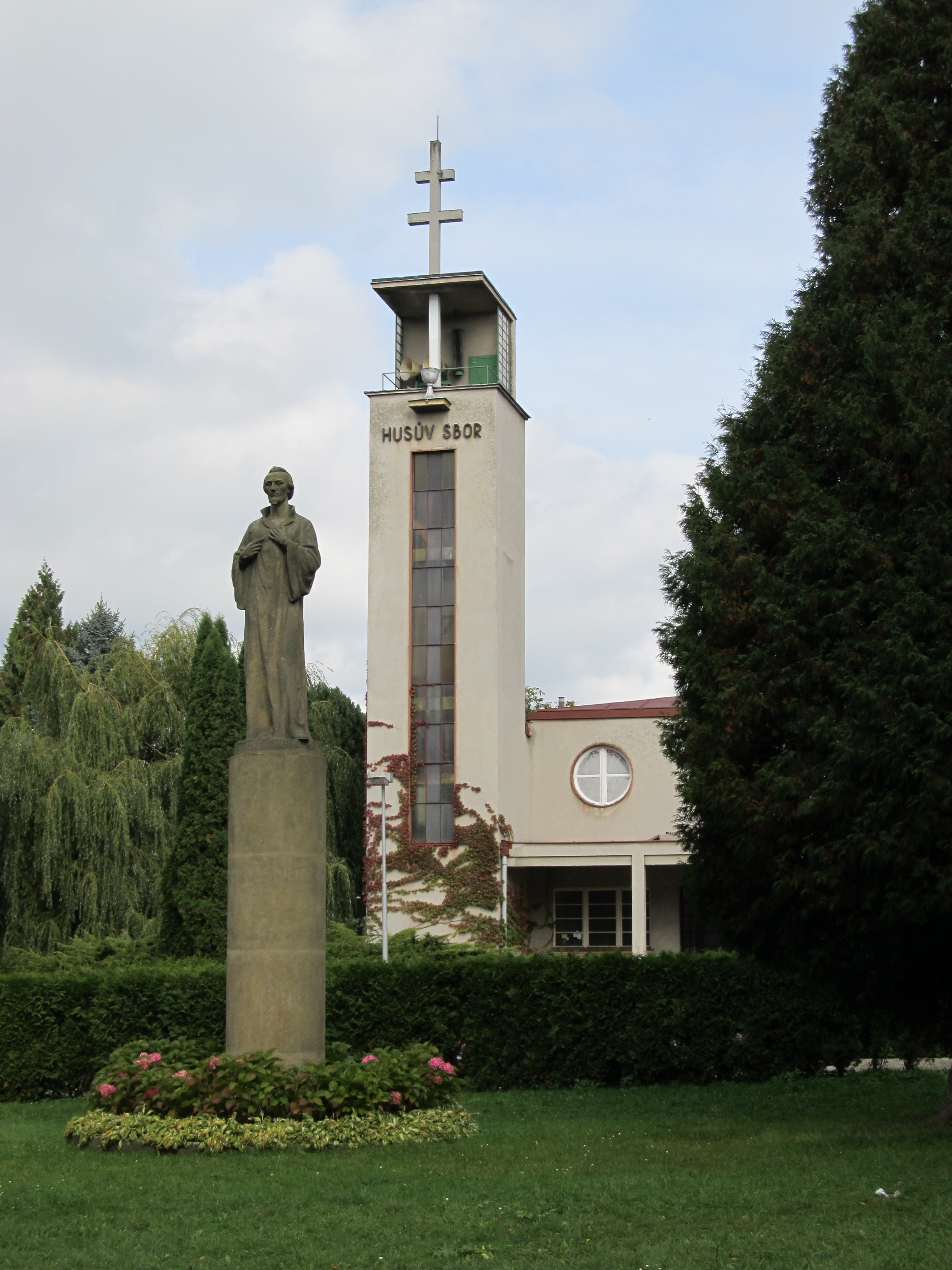
Jan Adolf Vítek, Husův pomník, Nové Město nad Metují

Vítek se zabýval portréty a realistickou figurální tvorbou určenou do veřejného prostoru, kterou lze řadit k sociálnímu civilismu. Roku 1936 zvítězil v soutěži na pomník Mistra Jana Husa pro Nové Město nad Metují. Roku 1937 vytvořil návrh náhrobku sv. Vojtěcha pro Svatovítskou katedrálu. 1. cena nebyla udělena a roku 2018 zde bylo osazeno sousoší Vítkovy spolužačky Karly Vobišové, které získalo 2. cenu. Roku 1940 obeslal soutěž na pomník Boženy Němcové ke 120. výročí jejího narození. Jeho díla s náboženskými motivy, která vznikla během německé okupace v letech 1939-1945 a byla skrytou alegorií na lidské utrpení (Ecce Homo, 1939, sv. Maří Magdalena, 1942, Golgota), byla oceněna Výroční cenou České akademie věd a umění.
Po válce získal první cenu v soutěži o sochařskou výzdobu Památníku Československého armádního sboru na Dukle a rovněž první cenu za návrh Památníku padlým a umučeným, který měl stát před budovou Všeobecného penzijního ústavu na Žižkově. Vytvořil pomník Boženy Němcové určený pro Prahu (zakázku ale nakonec získal Karel Pokorný) a bustu Antonína Dvořáka pro Teplice.
Na soše českého vojáka Památníku Československého armádního sboru na Dukelském bojišti pracoval dva roky. Přestože roku 1947 prodělal infarkt, podařilo se mu dokončit hliněný model a socha československého vojáka, vzdávající čest padlým spolubojovníkům, byla slavnostně odhalena 4. října 1949. Voják v uniformě a polní výstroji stojí v pozoru s puškou a nasazeným bodákem. Figura vojáka je vysoká 360 cm, celková výška sochy je 420 cm. Socha byla při odhalení osazena provizorně jako patinovaný sádrový odlitek. Za komunistického režimu nebyla nikdy odlita do bronzu a postupně podlehla povětrnostním vlivům. V roce 1954, krátce před 10. výročím karpatsko-dukelské operace, byla z ideologických důvodů odstraněna a koncem 50. let nahrazena nejprve sochou děvčete, předávajícího kytici rudoarmějci od Josefa Malejovského a roku 1964, při 20. výročí, sochou ženy, kterou objímá rudoarmějec (s názvem Žalujem), jejímž autorem byl prorežimní sochař, národní umělec, laureát státní ceny Klementa Gottwalda a normalizátor Ján Kulich (autor Pomníku SNP a sochy milicionáře v Bratislavě, sochy V.I. Lenina v Žilině, podobizny Gustáva Husáka, aj.).
Vojenský historický ústav, který památník stojící na pohřebišti padlých 565 vojáků 1. čs. armádního sboru v Sovětském svazu (z celkem 1265 padlých) spravuje, rozhodl o jeho uvedení do původního stavu. Během rekonstrukce vrátil na čelo 28 m vysokého monumentu znak s českým lvem a slovenským dvojkřížem. Roku 2014, při 70. výročí karpatsko-dukelské operace, byla replika sochy Jana Adolfa Vítka, kterou podle archivních dokumentů zhotovil sochař Peter Mészároš, vrácena na své místo v čele Památníku. Socha Jána Kulicha byla přemístěna do interiéru ve vyhlídkové věži, s čímž nesouhlasili dědici sochaře. Roku 2018 se u bratislavského soudu domohli změny, s odvoláním na údajné porušení autorských práv J. Kulicha. Vojenský historický ústav má uvést dílo do původního stavu z roku 1964, ale ústav se chce odvolat.

### Známá díla
- 1936 pomník Mistra Jana Husa, pískovec, Nové Město nad Metují
- 1938 Ecce homo (užito jako náhrobní plastika, hrob J. A. Vítka, hřbitov sv. Kateřiny Polná)[17]
- 30. léta Dívka po koupeli, sádra, Městské muzeum Polná
- 30. léta Vinobraní, Městské muzeum Polná
- konec 30. let Matka rozdávající chléb, Městské muzeum Polná
- 1940 Madona
- 1940 Pomník Boženy Němcové v Praze (nerealizováno), odlit roku 2017 a umístěn v areálu Zámku Polná (Božena Němcová v Polné žila v letech 1840-1842)
- po r. 1942 Truchlící Maří Magdalena (reflexe Lidického masakru), dřevo, Oblastní galerie v Liberci, GHMP[18]
- 40. léta Sv. Jan Křtitel, patinovaná sádra, Muzeum umění Olomouc
- 1949 Socha československého vojáka, barvená epoxidová pryskyřice, bude nahrazena bronzovým odlitkem,[19] Památník Československého armádního sboru na Dukelském bojišti
- 1948 Pomník padlým a umučeným v Praze na Žižkově, patinovaná pálená hlína, Městské muzeum Polná
- 40. léta Golgota, patinovaná sádra, Městské muzeum Polná
- Moudrost, patinovaná sádra, Městské muzeum Polná
- Skřivánek, glazovaná pórovina, Městské muzeum Polná
- Neznámý svět, patinovaná sádra, Městské muzeum Polná
- busta Antonína Dvořáka, patinovaná sádra, Městské muzeum Polná
- Haló rozhlas, patinovaná sádra, Městské muzeum Polná
- Prometheus, patinovaná sádra, Městské muzeum Polná

### Zastoupení ve sbírkách
- Národní galerie v Praze
- Galerie hlavního města Prahy
- Moravská galerie v Brně
- Muzeum města Brna
- Horácká galerie v Novém Městě na Moravě
- Muzeum umění Olomouc
- Oblastní galerie v Liberci
- Galerie moderního umění v Hradci Králové
- Městské muzeum Polná (pozůstalost, 31 plastik)
- Národní zemědělské muzeum v Praze

### Autorské výstavy
- 1944 Galerie Jos. R. Vilímek, Praha
- 1960 Městské muzeum Polná (k 10. výročí úmrtí)
- 2017 Jan Adolf Vítek (1899–1950): plastiky. Městské muzeum Polná, zámek Polná: Rérychova galerie